# Problema di ricerca
Nella teoria della complessità computazionale e nella teoria della computabilità, un problema di ricerca è un problema computazionale di ricerca di una risposta ammissibile per un dato valore di input, a condizione che tale risposta esista. Infatti, un problema di ricerca è specificato da una relazione binaria {\displaystyle R} dove {\displaystyle xRy} se e solo se "{\displaystyle y} è una risposta ammissibile dato {\displaystyle x}".  
Si dice che un algoritmo risolve un problema di ricerca se, per ogni valore di input {\displaystyle x}, esso restituisce una risposta ammissibile {\displaystyle y} per {\displaystyle x} quando tale risposta esiste o, altrimenti, esso restituisce un output appropriato al caso, ad es. "non trovato", per gli {\displaystyle x} senza risposta.
I problemi di ricerca sono tipici nella teoria dei grafi e nell'ottimizzazione combinatoria, ad esempio la ricerca di corrispondenze, cricche e insiemi stabili in un dato grafo non orientato.
Intuitivamente, il problema consiste nel trovare una struttura {\displaystyle y} in un oggetto {\displaystyle x}. Si dice che un algoritmo risolve il problema se quando esiste almeno una struttura corrispondente, allora viene emessa un'occorrenza di tale struttura, altrimenti esso si interrompe con un output appropriato.

## Definizione
Una definizione formale è la seguente: 
Date una relazione binaria {\displaystyle R} con campo (elementi del dominio o codominio) {\displaystyle \operatorname {field} (R)\subseteq \Gamma ^{+}} e una macchina di Turing {\displaystyle T}, si dice che {\displaystyle T} calcola {\displaystyle R} se: 
- Se {\displaystyle x} è tale che esiste un {\displaystyle y} tale che {\displaystyle R(x,y)} allora {\displaystyle T} accetta {\displaystyle x} con output {\displaystyle z} tale che {\displaystyle R(x,z)} (potrebbero esserci più {\displaystyle y}, basta che {\displaystyle T} trovi solo uno di essi).
- Se {\displaystyle x} è tale che non esiste {\displaystyle y} tale che {\displaystyle R(x,y)} allora {\displaystyle T} rifiuta {\displaystyle x}.

Si noti che il grafico di una funzione parziale è una relazione binaria, e se {\displaystyle T} calcola una funzione parziale, allora esiste al più un output possibile.
La relazione {\displaystyle R} può essere considerata come un problema di ricerca e una macchina di Turing che calcola {\displaystyle R} si dice anche che lo risolva. A ogni problema di ricerca corrisponde un problema decisionale, ossia {\displaystyle L(R)=\{x\mid \exists yR(x,y)\}.}
Tale definizione può essere generalizzata a relazioni n -arie mediante un'opportuna  codifica che consenta di comprimere più stringhe in un'unica stringa (ad esempio elencandole consecutivamente usando un delimitatore).

## Ricerca su grafo
Un problema di ricerca è definito da: 
- Un insieme di stati
- Uno stato iniziale
- Uno stato obiettivo o test di obiettivo,  ossia una funzione booleana che dice se un determinato stato sia uno stato obiettivo
- Una funzione successore,  ossia una mappatura da uno stato a un insieme di nuovi stati

Obiettivo: trovare una soluzione quando non si disponga di un algoritmo per risolvere un tale problema, ma solo una specifica di come dovrebbe essere fatta una soluzione.

### Metodo di ricerca
- algoritmo di ricerca generico: dato un grafo, un insieme di nodi di partenza e nodi di arrivo, si esplorano in modo incrementale i percorsi del grafo a partire dai nodi di partenza.
- Si gestisce un elenco di percorsi “di confine” dai nodi di partenza che sono già stati esplorati.
- Man mano che si procede, il confine si estende verso i nodi non esplorati fino a quando non viene trovato uno stato-obiettivo.
- Il modo in cui si estende il confine dipende dalla scelta della strategia di ricerca[4].

```
    
Input
:
 
un
 
grafo
,
 
un
 
insieme
 
di
 
nodi
 
iniziali
,

        
Boolean
 
procedure
 
goal
(
n
)
 
che
 
testa
 
se
 
n
 
sia
 
un
 
nodo
 
obiettivo
.

    
frontiera
 
:=
 
{s : s è un nodo iniziale}
;

    
while
 
frontiera
 
non
 
vuota
:

        
seleziona
 
e
 
rimuovi
 
il
 
percorso
 
<
n0
,
 
...,
 
nk
>
 
dalla
 
frontiera
;

        
if
 
goal
(
nk
)

            
return
 
<
n0
,
 
...,
 
nk
>;

        
for
 
each
 
n
 
vicino
 
di
 
nk

            
aggiungi
 
<
n0
,
 
...,
 
nk
,
 
n
>
 
alla
 
frontiera
;

    
end
 
while

```

## Voci collegate
- Operatore di ricerca illimitato
- Problema decisionale
- Problema di ottimizzazione
- Problema funzionale
- Problema di conteggio (complessità)
- Gioco di ricerca